# アンジー・ストーン
アンジー・ストーン（Angie Stone、1961年12月18日 - 2025年3月1日）は、アメリカ合衆国のシンガーソングライター、音楽プロデューサー、女優。
2025年3月1日、モービルからアトランタへ移動する途中、交通事故により死去。63歳没。

## ディスコグラフィ

### スタジオ・アルバム
- 『ブラック・ダイアモンド』 - Black Diamond (1999年)
- 『マホガニー・ソウル』 - Mahogany Soul (2001年)
- 『ストーン・ラヴ』 - Stone Love (2004年)
- 『愛と闘争のアート』 - The Art of Love & War (2007年)
- 『アンエクスペクテッド』 - Unexpected (2009年)
- Rich Girl (2012年)
- 『ドリーム』 - Dream (2015年)
- Covered in Soul (2016年)
- 『フル・サークル』 - Full Circle (2019年)
- Love Language (2023年)